# Trakiets
Trakiets (bulgariska: Тракиец) är ett distrikt i Bulgarien.   Det ligger i kommunen Obsjtina Chaskovo och regionen Chaskovo, i den centrala delen av landet, 200 km sydost om huvudstaden Sofia.
Trakten runt Trakiets består till största delen av jordbruksmark. Runt Trakiets är det ganska tätbefolkat, med 116 invånare per kvadratkilometer.